# Iliaden
Iliaden er et græsk episk heksameterdigt, der - ligesom sin efterfølger Odysseen - traditionelt tilskrives Homer. Begge er inddelt i 24 sange - ikke oprindeligt, men af aleksandrinske lærde i 200-tallet f.Kr.
Iliaden skildrer trojanerkrigen mellem Troja og flere græske bystater. Blandt de mest navnkundige på achaiernes side findes: Odysseus (fra Ithaka), Aias den Store og Aias den Lille (fra Salamis), Achilleus og Patroklos (myrmidonere), Nestor fra Pylos, Agamemnon (fra Mykene), Filoktetes (fra Meliboea) og Menelaos (fra Sparta).
På den trojanske side finder vi Hektor, prins Paris, Helena, Kassandra og kong Priamos.

## Handling
Iliaden omhandler ikke hele trojanerkrigen, men udspiller sig i løbet af 50 dage. Med fratræk for de dage, hvor handlingen ikke udvikler sig (ni dages pest, tolv dages mishandling af den døde Hektor) genstår dog kun fem dages begivenheder. I løbet af denne korte tid lykkes det alligevel at få berettet hele krigens forløb, ved hjælp af indskudte oplysninger og glimt ind i fremtiden. Dermed veksler tempoet mellem voldsomme slagscener og rolige optrin, som Hektors afsked med sin kone Andromache og deres lille søn. Selv om Hektor er grækernes farligst fjende, har det græske digt gjort netop ham til en idealskikkelse, hvor grækeren Achilleus i sammenligning skildres som en ren barbar.
Tilhørerne forudsattes at kende trojanerkrigen og heltene, der omtales. I den indledende påkaldelse siges digtet at handle om en episode mod slutningen af den ti år lange krig, nemlig "Achilleus' vrede". Hans ære krænkes, da han tvinges til at opgive sin slavinde, krigsfangen Briseis. Beretningen begynder med, at Apollons præst Chryses kommer til Agamemnon for at løskøbe sin datter Chryseis. Agamemnon afviser ham, og Apollon nedkalder derfor pest over grækerne. Seeren Kalchas forudser, at pesten kun kan afværges ved at give Chryseis tilbage, og Achilleus støtter ham. Agamemnon gør det så, men tager til gengæld Briseis fra Achilleus. Som hævn strejker Achilleus og får endda Thetis til at påvirke Zeus til at tage trojanernes parti. Da trojanerne er ved at vinde, beder Patroklos Achilleus om lov til at kæmpe. Achilleus accepterer det, og Patroklos slår trojanerne tilbage, men dræbes af Hektor. For at hævne ham går Achilleus igen ind på Agamemnons side og slår Hektor ihjel og slæber hans lig omkring bymurene i dagevis. Kong Priamos kommer til Achilleus og kysser hans hånd for at få sin søns lig udleveret. Achilleus forbarmer sig og udleverer den døde, så han kan begraves efter de ceremonier, der skulle til for at bringe den døde til ro i Hades. Hermed ender Iliaden.
De første syv linjer er her gengivet først i Christian Wilsters udgave (1836), dernæst Otto Steen Dues danske oversættelse (1999) og til sidst på originalens oldgræsk:
| Dansk (v/ Christian Wilster) | Dansk (v/ Otto Steen Due) | Oldgræsk |
| --- | --- | --- |
| Vreden, Gudinde! besyng, som greb Peleiden Achilleus Rædsomt, og Qvaler i tusinde Tal Achaierne voldte. Heel mangfoldige Heltes behjertede Sjele den skikked Ned til Hades's Hjem, og for Hunde til Rov som for alskens Fugle den gav deres Liig, - fuldbragt blev Zeus's Beslutning - Alt fra den Stund, Uenighed først og Splid havde reist sig Mellem den Ædling Achilles og Mændenes Drot Agamemnon. | Syng os gudinde om vreden der greb Peleiden Achilleus vreden den fæle som voldte Achaierne tusinde kvaler, sendte behjertede sjæle af talrige helte til Hades og lod dem selv blive slængt som æde for hurtige hunde, grådige gribbe og ravne så Zeus´s vilje blev fuldbragt helt fra den første stund da striden begyndte imellem folkenes drot Agamemnon og gudernes lige Achilleus. | Μῆνιν ἄειδε θεὰ Πηληϊάδεω Ἀχιλῆος οὐλομένην, ἣ μυρί᾿ Ἀχαιοῖς ἄλγε᾿ ἔθηκε, πολλὰς δ᾿ ἰφθίμους ψυχὰς Ἄϊδι προΐαψεν ἡρώων, αὐτοὺς δὲ ἑλώρια τεῦχε κύνεσσιν οἰωνοῖσί τε πᾶσι· Διὸς δ᾿ ἐτελείετο βουλή, ἐξ οὗ δὴ τὰ πρῶτα διαστήτην ἐρίσαντε Ἀτρεΐδης τε ἄναξ ἀνδρῶν καὶ δῖος Ἀχιλλεύς. |

Indtil Otto Steen Dues oversættelse i 1999 var Christian Wilsters romantiske version meget brugt.